# Hippoporina murdochi
Hippoporina murdochi är en mossdjursart som först beskrevs av Arnold Girard Kluge 1962.  Hippoporina murdochi ingår i släktet Hippoporina och familjen Bitectiporidae. Inga underarter finns listade i Catalogue of Life.